# Коньчиці-Великі
Коньчиці-Великі (пол. Kończyce Wielkie) — село в Польщі, у гміні Гажлях Цешинського повіту Сілезького воєводства.
Населення — 1854 особи (2011).

## Демографія
Демографічна структура станом на 31 березня 2011 року:
|          | Загалом | Допрацездатний вік | Працездатний вік | Постпрацездатний вік |
| -------- | ------- | ------------------ | ---------------- | -------------------- |
| Чоловіки | 884     | 183                | 601              | 100                  |
| Жінки    | 970     | 187                | 580              | 203                  |
| Разом    | 1854    | 370                | 1181             | 303                  |